# هنری هوپ کریلاک
هنری هوپ کریلاک (انگلیسی: Henry Hope Crealock; ۳۱ مارس ۱۸۳۱ – ۳۱ مهٔ ۱۸۹۱) هنرمند، نظامی و نویسنده اهل پادشاهی متحد بریتانیای کبیر و ایرلند بود.